# Праведные Джемстоуны
«Праведные Джемстоуны» (англ. The Righteous Gemstones) — американский телесериал с элементами криминала и черной комедии, созданный Дэнни Макбрайдом и выпущенный телеканалом HBO 18 августа 2019 года. Сериал рассказывает об известной и неблагополучной семье телевангелистов. В главных ролях задействованы: Дэнни Макбрайд, Адам Дивайн, Джон Гудмен, Эди Паттерсон и Уолтон Гоггинс. У сериала вышло три сезона, в 2023 году он был продлен на четвёртый сезон.

## Сюжет
В сериале изображена семья телевангелистов и пасторов мегацеркви во главе с овдовевшим патриархом Илаем Джемстоуном (Джон Гудмен). На деньги от церковных пожертвований Илай и его дети Джесси (Дэнни Макбрайд), Джуди (Эди Паттерсон) и Кельвин (Адам Дивайн) ведут роскошную жизнь, ни в чём себе не отказывая.
В первом сезоне телесериала отчужденный зять Илая, Малыш Билли Фримен (Уолтон Гоггинс), берется возглавить новую церковь семейства, расположенную в торговом центре. Это приводит к конфликту с преподобным отцом Джоном Уэсли Сезонсом (Дермот Малруни), чья соседняя церковь оказывается под угрозой закрытия. Одновременно с этим троица неизвестных фигур в масках шантажирует Джесси Джемстоуна скандальным видео, на котором задокументировано его непристойное поведение.
Во втором сезоне Джесси со своей женой Эмбер (Кэссиди Фримен) идут на сотрудничество с лидерами техасской мегацеркви для создания курорта для христиан. Семейству предстоит столкнуться с различными трудностями, включающими в себя журналиста-расследователя Таниэля Блока (Джейсон Шварцман), друга Илая по криминальному прошлому Джуниора (Эрик Робертс) и загадочную группу мотоциклистов-убийц.
В третьем сезоне Илай передает контроль над церковью своим детям. Обедневшая сестра Илая, Мэй-Мэй (Кристен Джонстон), просит его помочь защитить её семью от бывшего мужа Питера (Стив Зан), мстительного лидера ополчения, который таил многолетнюю неприязнь к семейству Джемстоунов. Тем временем роман Джуди с музыкантом во время их совместных гастролей приводит к горьким последствиям в её отношениях с женихом Би Джеем (Тим Бальц).

## В ролях
- Джон Гудмен — доктор Элайджа «Илай» Джемстоун, патриарх семейства Джемстоунов и ведущий пастор Центра спасения Джемстоунов. Хоть Илай и не такой вульгарный и жадный, как его дети, однако он часто ставит свое богатство и статус выше духовности.
- Дэнни Макбрайд — Джесси Джемстоун, старший сын Илая и помощник пастора Центра спасения Джемстоунов. Хороший семьянин, хотя имеет грубый и высокомерный характер, а также ведет развратный образ жизни вместе со своей группой друзей и подчиненных.
- Адам Дивайн — Кельвин Джемстоун, младший сын Илая и пастор для молодежи в Центре спасения Джемстоунов. Несмотря на свою незрелость и импульсивность, он всюду стремится проявить себя как лидер. Делит свой особняк со своим лучшим другом Кифом Чемберсом, который в третьем сезоне становится его любовником.
- Эди Паттерсон — Джуди Джемстоун, дочь Илая. Часто чувствует, что семья недооценивает её, поскольку она пытается пойти по стопам своей матери и быть певицей на церковных службах. Склонна к неадекватному поведению и частым вспышкам гнева.
- Тони Кавалеро — Киф Чемберс, бывший сатанист, ныне живущий с Кельвином и тесно сотрудничающий с ним в церкви Джемстоунов.
- Кэссиди Фримен — Эмбер Джемстоун, жена Джесси, поддерживающая образ верной и любящей супруги. Является олимпийским стрелком.
- Скайлер Джизондо — Гидеон Джемстоун, старший сын Джесси, который переехал в Калифорнию, чтобы работать каскадером. Позже Гидеон примиряется с семьей и возвращается к работе в церкви. Является опытным мастером боевых искусств.
- Тим Бальц — Бенджамин Джейсон «Би Джей» Барнс, чувствительный и ревнивый жених Джуди. Работает в местном продуктовом магазине.
- Уолтон Гоггинс — Малыш Билли Фримен, зять Илая и брат покойной Эйми-Ли Джемстоун.
- Дженнифер Неттлз — Эйми-Ли Джемстоун, покойная жена Илая, а также мать Джесси, Джуди и Кельвина. Часто фигурирует в воспоминаниях, галлюцинациях, а также в виде голограммы.
- Дермот Малруни — преподобный Джон Уэсли Сезонс, пастор гораздо меньшей общины, вынужденной конкурировать с новой церковью Джемстоунов.
- Кристен Джонстон — Мэри «Мэй–Мэй» Монтгомери, младшая сестра Элая, жена Питера и матери Чака и Карла.
- Стивен Джеймс Зан — Питер Монтгомери, лидер ополчения, зять Элая, Чака и Карла.
- Лукас Дэниел Хаас — Чак Монтгомери, сын Питера и Мэй, племянник Элая, кузен братьев и сестёр Джемстоунов.
- Роберт Оберст — Карл Монтгомери, сын Питера и Мэй, племянник Элая, кузен братьев и сестёр Джемстоунов.

## Эпизоды

### Сезон 1 (2019)
| № общий | № в сезоне | Название                                                                                       | Режиссёр          | Автор сценария                                  | Дата премьеры    | Зрители в США (млн) |
| ------- | ---------- | ---------------------------------------------------------------------------------------------- | ----------------- | ----------------------------------------------- | ---------------- | ------------------- |
| 1       | 1          | «The Righteous Gemstones» «Праведные Джемстоуны»                                               | Дэнни Макбрайд    | Дэнни Макбрайд                                  | 18 августа 2019  | 0.593               |
| 2       | 2          | «Is This the Man Who Made the Earth Tremble» «Тот ли это человек, что заставил Землю дрожать?» | Дэвид Гордон Грин | Дэнни Макбрайд                                  | 25 августа 2019  | 0.594               |
| 3       | 3          | «They Are Weak, But He Is Strong» «Они слабы, но он силен»                                     | Дэвид Гордон Грин | Дэнни Макбрайд и Джон Карчиери                  | 1 сентября 2019  | 0.530               |
| 4       | 4          | «Wicked Lips» «Нечестивые уста»                                                                | Джоди Хилл        | Дэнни Макбрайд, Джон Карчиери и Джефф Фрэдли    | 8 сентября 2019  | 0.562               |
| 5       | 5          | «Interlude» «Интерлюдия»                                                                       | Дэвид Гордон Грин | Дэнни Макбрайд, Джон Карчиери и Джефф Фрэдли    | 15 сентября 2019 | 0.560               |
| 6       | 6          | «Now the Sons of Eli Were Worthless Men» «Сыновья Илая были бесполезными людьми»               | Джоди Хилл        | Дэнни Макбрайд, Эди Паттерсон и Грант Декернион | 22 сентября 2019 | 0.469               |
| 7       | 7          | «And Yet One of You Is a Devil» «И все же один из вас — дьявол»                                | Джоди Хилл        | Дэнни Макбрайд, Кевин Барнетт и Крис Паппас     | 29 сентября 2019 | 0.511               |
| 8       | 8          | «But the Righteous Will See Their Fall» «Но праведники увидят их падение»                      | Дэвид Гордон Грин | Дэнни Макбрайд, Кевин Барнетт и Крис Паппас     | 6 октября 2019   | 0.610               |
| 9       | 9          | «Better Is the End of a Thing Than Its Beginning» «Конец дела лучше начала его»                | Джоди Хилл        | Дэнни Макбрайд, Джон Карчиери и Джефф Фрэдли    | 13 октября 2019  | 0.606               |

### Сезон 2 (2022)
| № общий | № в сезоне | Название | Режиссёр          | Автор сценария                                 | Дата премьеры   | Зрители в США (млн) |
| ------- | ---------- | --- | ----------------- | ---------------------------------------------- | --------------- | ------------------- |
| 10      | 1          | «I Speak in the Tongues of Men and Angels» «Я говорю на языках людей и ангелов»                             | Дэвид Гордон Грин | Дэнни Макбрайд                                 | 9 января 2022   | 0.291               |
| 11      | 2          | «After I Leave, Savage Wolves Will Come» «После моего ухода придут дикие волки»                             | Джоди Хилл        | Дэнни Макбрайд, Джон Карчиери и Джефф Фрэдли   | 9 января 2022   | 0.190               |
| 12      | 3          | «For He Is a Liar and the Father of Lies» «Ибо он лжец и отец лжи»                                          | Дэвид Гордон Грин | Дэнни Макбрайд, Кевин Барнетт и Крис Паппас    | 16 января 2022  | 0.327               |
| 13      | 4          | «As to How They Might Destroy Him» «Как они могут уничтожить его»                                           | Дэнни Макбрайд    | Дэнни Макбрайд, Джон Карчиери и Эди Паттерсон  | 23 января 2022  | 0.289               |
| 14      | 5          | «Interlude II» «Интерлюдия II»                                                                              | Дэвид Гордон Грин | Дэнни Макбрайд, Джон Карчиери и Джефф Фрэдли   | 30 января 2022  | 0.309               |
| 15      | 6          | «Never Avenge Yourselves, but Leave It to the Wrath of God» «Не мстите за себя, но дайте место гневу Божию» | Джоди Хилл        | Дэнни Макбрайд, Джон Карчиери и Джефф Фрэдли   | 6 февраля 2022  | 0.288               |
| 16      | 7          | «And Infants Shall Rule Over Them» «И юнцы будут править ими»                                               | Джоди Хилл        | Дэнни Макбрайд, Джон Карчиери и Джефф Фрэдли   | 13 февраля 2022 | 0.280               |
| 17      | 8          | «The Prayer of a Righteous Man» «Молитва праведника»                                                        | Дэвид Гордон Грин | Дэнни Макбрайд, Грант Декернион и Джефф Фрэдли | 20 февраля 2022 | 0.304               |
| 18      | 9          | «I Will Tell of All Your Deeds» «Я расскажу обо всех твоих делах»                                           | Джоди Хилл        | Дэнни Макбрайд, Джон Карчиери и Джефф Фрэдли   | 27 февраля 2022 | 0.402               |

### Сезон 3 (2023)
| № общий | № в сезоне | Название | Режиссёр          | Автор сценария                                 | Дата премьеры | Зрители в США (млн) |
| ------- | ---------- | --- | ----------------- | ---------------------------------------------- | ------------- | ------------------- |
| 19      | 1          | «For I Know the Plans I Have for You» «Ибо только Я знаю намерения, какие имею о вас»                                                      | Джоди Хилл        | Дэнни Макбрайд и Джон Карчиери                 | 18 июня 2023  | 0.238               |
| 20      | 2          | «But Esau Ran to Meet Him» «И побежал Исав к нему навстречу»                                                                               | Джоди Хилл        | Дэнни Макбрайд и Джон Карчиери                 | 18 июня 2023  | 0.223               |
| 21      | 3          | «For Their Nakedness Is Your Own Nakedness» «Их нагота — ваша собственная нагота»                                                          | Дэнни Макбрайд    | Дэнни Макбрайд, Кевин Барнетт и Крис Паппас    | 25 июня 2023  | 0.219               |
| 22      | 4          | «I Have Not Come to Bring Peace, But a Sword» «Не мир пришел я принести, но меч»                                                           | Джоди Хилл        | Дэнни Макбрайд и Джон Карчиери                 | 2 июля 2023   | 0.256               |
| 23      | 5          | «Interlude III» «Интерлюдия III» | Дэвид Гордон Грин | Дэнни Макбрайд и Джон Карчиери                 | 9 июля 2023   | 0.240               |
| 24      | 6          | «For Out of the Heart Comes Evil Thoughts» «Потому что из сердца исходят злые мысли»                                                       | Джонатан Уотсон   | Дэнни Макбрайд и Джон Карчиери                 | 16 июля 2023  | 0.301               |
| 25      | 7          | «Burn for Burn, Wound for Wound, Stripe for Stripe» «Ожог за ожог, рана за рану, удар за удар»                                             | Дэнни Макбрайд    | Дэнни Макбрайд, Джон Карчиери и Джефф Фрэдли   | 23 июля 2023  | 0.243               |
| 26      | 8          | «I Will Take You by the Hand and Keep You» «Я возьму тебя за руку и сохраню тебя»                                                          | Джоди Хилл        | Дэнни Макбрайд, Эди Паттерсон и Скотт МакАртур | 30 июля 2023  | 0.227               |
| 27      | 9          | «Wonders That Cannot Be Fathomed, Miracles That Cannot Be Counted» «Чудеса, которые невозможно постичь, чудеса, которые нельзя подсчитать» | Джоди Хилл        | Дэнни Макбрайд, Джон Карчиери и Джефф Фрэдли   | 30 июля 2023  | 0.214               |

### Сезон 4 (2025)
| № общий | № в сезоне | Название                                                                                                 | Режиссёр          | Автор сценария                                | Дата премьеры  | Зрители в США (млн) |
| ------- | ---------- | --- | ----------------- | --------------------------------------------- | -------------- | ------------------- |
| 28      | 1          | «Prelude» «Прелюдия»                                                                                     | Дэнни Макбрайд    | Дэнни Макбрайд, Джон Карчиери и Джефф Фрэдли  | 9 марта 2025   | н/д                 |
| 29      | 2          | «You Hurled Me Into the Very Heart of the Seas» «Ты низверг меня в самую пучину морей»                   | Джоди Хилл        | Дэнни Макбрайд, Джон Карчиери и Джефф Фрэдли  | 16 марта 2025  | н/д                 |
| 30      | 3          | «To Grieve Like the Rest of Men Who Have No Hope» «Чтобы вы не скорбели, как прочие, не имеющие надежды» | Дэвид Гордон Грин | Дэнни Макбрайд, Джон Карчиери и Джефф Фрэдли  | 23 марта 2025  | н/д                 |
| 31      | 4          | «He Goeth Before You Into Galilee» «Он идет перед вами в Галилею»                                        | Дэнни Макбрайд    | Дэнни Макбрайд, Джон Карчиери и Джефф Фрэдли  | 30 марта 2025  | н/д                 |
| 32      | 5          | «You Shall Remember» «Ты должен помнить»                                                                 | Джоди Хилл        | Дэнни Макбрайд, Джон Карчиери и Джефф Фрэдли  | 6 апреля 2025  | н/д                 |
| 33      | 6          | «Interlude IV» «Интерлюдия IV»                                                                           | Дэвид Гордон Грин | Дэнни Макбрайд, Джон Карчиери и Джефф Фрэдли  | 13 апреля 2025 | н/д                 |
| 34      | 7          | «For Jealousy Is the Rage of a Man» «Ибо ревность — ярость мужа»                                         | Джонатан Уотсон   | Дэнни Макбрайд, Кевин Барнетт и Крис Паппас   | 20 апреля 2025 | н/д                 |
| 35      | 8          | «On Your Belly You Shall Go» «Ползать тебе на животе»                                                    | Джонатан Уотсон   | Дэнни Макбрайд, Эди Паттерсон и Джон Карчиери | 27 апреля 2025 | н/д                 |
| 36      | 9          | «That Man of God May Be Complete» «Дабы человек Божий был совершен»                                      | Дэнни Макбрайд    | Дэнни Макбрайд, Джон Карчиери и Джефф Фрэдли  | 4 мая 2025     | н/д                 |